# Bandeirantes (Paraná)
Bandeirantes ist ein brasilianisches Munizip im Nordosten des Bundesstaats Paraná. Es hat 31.273 Einwohner (2022), die sich Bandeirantenser nennen. Seine Fläche beträgt 445 km². Es liegt 426 Meter über dem Meeresspiegel.

## Etymologie
Der Name stammt von den Bandeirantes aus São Paulo, die Anfang des 17. Jahrhunderts durch Nordparaná zogen.

## Geschichte

### Besiedlung
Bis zum Jahr 1920 war die Region von Bandeirantes unwegsames Hinterland, das nur von Kaingang-Indianern bewohnt war. Der erste Entdecker des Gebiets war der Ingenieur Carlos Burromei. Er teilte die Ländereien von Bandeirantes und Cornélio Procópio auf.
Am 24. Dezember 1926 verkaufte Josefina Alves de Lima, Eigentümerin eines großen Grundstücks auf der Fazenda Laranjinha, bei der Aufteilung dieses Besitzes zehn Alqueires (24 ha) Land an João Manoel dos Santos, das für die Gründung einer Siedlung mit dem Namen Invernada bestimmt war. Einem ihrer Angestellten, João Cravo, schenkte sie ein kleines Stück Land (eine data).
Nach der Abgrenzung des neuen Gebietes und wegen des Baus der Eisenbahnlinie São Paulo-Paraná (Companhia Ferroviária São Paulo-Paraná) entwickelte sich das Gebiet schnell. Neben dem Land von João Manoel do Santos entstand auch die Vila Rezende, die Azarias Vieira de Rezende gehörte.
Im Juli 1930 weihte die Eisenbahngesellschaft São Paulo-Paraná einen Bahnhof ein, der sich 3 km von Invernada entfernt befand. Um den Bahnhof herum entstand auf dem Besitz von Juvenal Mesquita ein Dorf, das Bandeirantes genannt wurde.
Am 27. September 1931 begann eine Gruppe engagierter Einwohner, sich für den Fortschritt der Siedlung um den Bahnhof und folglich den Niedergang von Invernada einzusetzen, wo sich das Notariat, das Finanzamt, Wohnhäuser, Hotels, Geschäfte, Apotheken, die Post usw. befanden. Im Jahr 1932 besuchte Manuel Ribas als Bundesinterventor von Paraná den Ort Bandeirantes und stellte fest, dass die Bevölkerung die Gründung eines Munizips wünschte. Es kam zur Vereinigung der beiden Dörfer Bandeirantes und Invernada.

### Erhebung zum Munizip
Bandeirantes wurde durch das Staatsgesetz Nr. 2.396 vom 14. November 1934 aus Jacarezinho ausgegliedert und in den Rang eines Munizips erhoben. Es wurde am 5. Januar 1935 als Munizip installiert.

## Geografie

### Fläche und Lage
Bandeirantes liegt auf dem Terceiro Planalto Paranaense (der Dritten oder Guarapuava-Hochebene von Paraná). Seine Fläche beträgt 445 km². Es liegt auf einer Höhe von 426 Metern.

### Vegetation und Böden
Das Biom von Bandeirantes ist Mata Atlântica.
Die Böden bestehen vorwiegend aus Terra Roxa. Neben etwas Forstwirtschaft wird das Gebiet für Weideland mit Capim- und Brachiariagras und für verschiedene Kulturen genutzt.

### Klima
In Bandeirantes herrscht tropisches Klima. Im Winter ist es deutlich trockener als im Sommer. Die Klimaklassifikation nach Köppen und Geiger lautet Aw. Im Jahresdurchschnitt liegt die Temperatur bei 22,2 °C. Innerhalb eines Jahres gibt es 1339 mm Niederschlag.

### Gewässer
Bandeirantes liegt im Einzugsgebiet des Rio das Cinzas, der entlang der gesamten nordöstlichen Grenze des Munizips in Richtung Paranapanema fließt. Die westliche Grenze bildet der rechte Das-Cinzas-Nebenfluss Rio Laranjinhas.

### Straßen
Bandeirantes liegt an der BR-369 von Londrina nach Ourinhos im Staat São Paulo. Die PR-436 führt nach Norden zur Paranapanema-Fähre, die die Verbindung mit Assis im Staat São Paulo herstellt.

### Nachbarmunizipien
|                                     | Itambaracá                                  |                            |
| Santa Mariana und Cornélio Procópio | Kompassrose, die auf Nachbargemeinden zeigt | Andirá und Barra do Jacaré |
| Santa Amélia                        | Abatiá                                      | Santo Antônio da Platina   |

## Stadtverwaltung
Bürgermeister: Jaelson Ramalho Matta, Podemos (2021–2024)
Vizebürgermeister: Nilton de Sordi Junior, MDB (2021–2024)

## Demografie

### Bevölkerungsentwicklung
| Jahr | Einwohner | Stadt | Land |
| ---- | --------- | ----- | ---- |
| 1940 | 18.673    | 18 %  | 82 % |
| 1950 | 28.115    | 18 %  | 82 % |
| 1960 | 30.220    | 23 %  | 77 % |
| 1970 | 38.773    | 38 %  | 62 % |
| 1980 | 33.726    | 56 %  | 44 % |
| 1991 | 34.310    | 71 %  | 29 % |
| 2000 | 33.732    | 82 %  | 18 % |
| 2010 | 32.184    | 88 %  | 12 % |
| 2022 | 31.273    |       |      |

Quelle: IBGE (2011) und Volkszählung 2022

### Ethnische Zusammensetzung
| Gruppe * | 1991    | 2000    | 2010    | wer sich als …                                                                   |
| --- | ------- | ------- | ------- | -------------------------------------------------------------------------------- |
| Weiße | 68,9 %  | 72,2 %  | 62,6 %  | weiß bezeichnet                                                                  |
| Schwarze | 4,9 %   | 6,6 %   | 5,7 %   | schwarz bezeichnet                                                               |
| Gelbe | 2,1 %   | 2,3 %   | 1,8 %   | von fernöstlicher Herkunft wie japanisch, chinesisch, koreanisch etc. bezeichnet |
| Braune | 23,9 %  | 18,7 %  | 29,9 %  | braun oder als Mischung aus mehreren Gruppen bezeichnet                          |
| Indigene | 0,0 %   | 0,1 %   | 0,0 %   | Ureinwohner oder Indio bezeichnet                                                |
| ohne Angabe | 0,2 %   | 0,0 %   | 0,0 %   |                                                                                  |
| Gesamt | 100,0 % | 100,0 % | 100,0 % |                                                                                  |
| *) Das IBGE verwendet für Volkszählungen ausschließlich diese fünf Gruppen. Es verzichtet bewusst auf Erläuterungen. Die Zugehörigkeit wird vom Einwohner selbst festgelegt. |         |         |         |                                                                                  |

Quelle: IBGE (Stand: 1991, 2000 und 2010)

## Landwirtschaft
Angebaut werden in Bandeirantes unter anderem Zuckerrohr, Soja, Mais, Weizen, Luzerne (das Munizip ist der größte Erzeuger in Brasilien), Baumwolle, Tafeltrauben, Kaffee.
Die Viehzucht umfasst Rind- und Milchvieh, Geflügel, Schweine, Pferde sowie Fischwirtschaft.
An Obst werden Guave, Mandarine, Orange, Weintraube (zweitgrößter Erzeuger in Paraná), Erdbeere, Ananas, Passionsfrucht und Banane kultiviert.
Auch der Gemüseanbau ist vielfältig und erfolgt teilweise in Gewächshauskulturen: Tomate, Paprika, Gurke, Salat, Brokkoli, Blumenkohl, Kohl, Rote Bete, Karotte und Knoblauch.